# جمعیت سازمان‌های غیردولتی ورزش ایران
جمعیت سازمان‌های غیردولتی ورزش ایران، نخستین و تنها کنفدراسیون ورزشی در ایران است. این نهاد صنفی - ورزشی، غیردولتی و ناسودبر در مهرماه سال ۱۳۸۵ با ائتلاف چندین فدراسیون غیردولتی (غیرانتفاعی) و نهاد مدنی ورزشی به ریاست سیدعلی حق‌شناس تأسیس گردید. یکی از مهم‌ترین اهداف این جمعیت از ابتدا تاکنون، حمایت و دفاع از حقوق نهادهای مدنی ورزش در برابر حملات و کارشکنی‌های سیستم دولتی ورزش ایران بوده است.
جمعیت سازمان‌های غیردولتی ورزش ایران با اتحادیهٔ فدراسیون‌های غیردولتی (غیرانتفاعی) ورزش ایران دارای تفاهم‌نامهٔ همکاری است.

## اهداف
فعالیت در تمام رشته‌های ورزشی و ارائهٔ تسهیلات فنی و حقوقی و … به کلیت جامعهٔ ورزش ایران به‌ویژه سازمان‌ها و فدراسیون‌های غیردولتی ورزش از اصلی‌ترین اهداف جمعیت سازمان‌های غیردولتی ورزش است.

## درخواست انحلال سازمان تربیت بدنی و تأسیس وزارت ورزش
پس از کسب مقام پنجاهم ایران در المپیک ۲۰۰۸ چین، حق‌شناس، مدیران وقت ورزش ایران را به بی کفایتی و به هدر دادن پول مردم متهم کرد و اظهار داشت: «باید سازمان تربیت بدنی منحل شده و به جای آن وزارتخانه ورزش تأسیس گردد».

## انتقاد از عملکرد سیستم دولتی ورزش
رئیس جمعیت سازمان‌های غیردولتی ورزش در گفت‌وگویی در سال ۱۳۸۵ بیان داشت: «عده‌ای ورزش را ملک شخصی و میراث خانوادگی خود کرده و وقتی پست را از ایشان می‌گیرند، گویی عزیزی را از دست داده‌اند … وضعیت ورزش کشور ملوک الطوائفی است و تغییر برخی مدیران ورزشی و روسأی فدراسیون‌ها الزامی است … شیوهٔ انتخابات فدراسیون‌ها و هیئت‌ها در این سال‌ها جز رواج بیش‌تر فرهنگ باندبازی و هزینه‌های مازاد بر دوش مردم ثمر دیگری نداشته است، اگر منظور از این کار اشاعهٔ دموکراسی بوده، انتخابات را باید یکایک اعضای خانواده آن ورزش، یعنی مردم انجام دهند؛ آن زمان است که آقایانی که با پول بیت‌المال و دسترنج مربیان گمنام مدیران به‌اصطلاح موفق شده‌اند به تعداد انگشتان یک دست هم رأی نمی‌آورند … غیرورزشی‌های رابطه‌دار به دلیل منزلت اجتماعی، بودجهٔ سرشار و سفرهای متناوب برون‌مرزی علاقهٔ وافری به حضور در مناصب ورزشی دارند.»
او پیش‌تر در خرداد ۱۳۸۴ در گفت‌وگو با روزنامه ورزشی نود، نهادهای مدنی را پایه و ستون اصلی جوامع مردمسالار و قانونمند خوانده و در قدرت سهیم دانسته بود. او اظهار داشت: «ورزش در درجه اول سینه سوخته می‌خواهد تا بودجه که هرچه به فدراسیون‌ها تزریق می‌شود باز هم دم از کمبود آن می‌زنند …»
وی در نشستی در محل فارس در اسفند ۱۳۸۴ نیز بیان داشت: «فضای مردمی برای فدراسیون‌ها تعریف نشده است؛ متأسفانه فدراسیون‌ها خودشان را از مردم جدا کرده‌اند و مرتب نیز بودجه می‌خواهند!»
علی حق‌شناس در گفت‌وگو با خبرگزاری فارس در فروردین ۱۳۸۷ گفت: «سازمان تربیت بدنی اگر به تشکل‌های غیردولتی بودجه نمی‌دهد، موظف است امکانات خود را در اختیار آنان گذاشته و جلوی کارشکنی برخی فدراسیون‌ها که طلایه‌دار مخالفت و عناد با نهادهای مدنی ورزش‌اند را بگیرد.»
وی در گفت‌وگو با ایسنا در ۲۹ اردیبهشت ۱۳۸۷ با اشاره به فعالیت پرشمار سازمان‌های غیردولتی اصیل، قهرمانان بخش خصوصی که بدون تحمیل بودجه بر بیت‌المال و با هزینهٔ شخصی در میدان‌ها بین‌المللی کسب افتخار می‌کنند را قهرمانان واقعی ملی دانست.
سخن‌گو و عضو شورای مرکزی جمعیت پس از اعلام اولیه فدراسیون دولتی تکواندو مبنی بر تأسیس اولین مدرسه تکواندو در سال ۱۳۸۶، در گفت‌وگویی گفت: «آنچه مسلم است بر اساس مستندات حقیقی و حقوقی اولین و دومین مدرسه تکواندو در ایران توسط بخش غیردولتی و خصوصی (کانون تکواندوکاران ایران) در استان‌های تهران و مازندران تأسیس و به بهره‌برداری رسیده است»
محمد عبدلی پور در ادامه با بیان این که یکی از اهداف مصوب جمعیت، حمایت حقوقی از نهادهای غیردولتی ورزش در تمامی رشته‌ها است، افزود: «در این راستا به‌طور قطع احقاق حقوق سازمان‌های مدنی و پی‌گیری قضایی را در صورت لزوم در دستور کار داریم.»
حق‌شناس در آذر ۱۳۸۸ در گفت‌وگو با فارس گفت: «پس از سال‌ها فعالیت غیردولتی در ورزش، به ما ثابت شده است، بخش خصوصی جایگاهی در ورزش ایران ندارد … مدیریت کردن با بودجهٔ بیت‌المال و امکانات عمومی در فدراسیون‌های ما شاهکار نیست … متأسفانه طی سال‌های گذشته سکون مدیریتی، عدم گردش نخبگان و نبود توجه لازم به نهادهای مدنی و دلسوزان رشته‌های ورزشی موجبات دلزدگی متخصصان و کاربلدان را فراهم کرده و باعث ارجحیت رابطه به ضابطه و ظهور پدیده‌هایی از قبیل مدیران پرهزینه و تک محور با بازدهی نازل و متخصص نماها در ورزش ایران شده که در صورت عدم توجه جدی و نظارت کامل سازمان تربیت بدنی می‌تواند زنگ خطر جدی برای ورزش کشور باشد که شاید جبران تبعات آن سال‌ها زمان ببرد.»
او در گفت‌وگو با خبرگزاری فارس در ۱۳۸۹/۰۲/۰۷ کارشکنی‌ها در روند فعالیت نهادهای مدنی ورزش را بی تأثیر دانست و از پختگی مجموعه خود پس از ده سال فعالیت غیردولتی در برخورد با کارشکنی‌ها گفت.
سیدعلی حق‌شناس در گفت‌وگو با سایت اتحادیه متخصصان ورزش‌های رزمی ایران در ۱۳۹۱/۰۳/۱۳ به وجود فساد در برخی ارکان دوایر دولتی ورزش ایران در نتیجه حضور بیش از حد مدیران اشاره و اظهار داشت: «... می‌بینیم یک مدیر سال‌ها در یک مسند ماندگار است. طرف سی سال است که رئیس هیئت است، آن یکی بیست سال است رئیس فدراسیون است. مگر این‌جا مملکت سعودی است که تمام قدرت در دست چند شاهزاده قرار دارد. عدم گردش نخبگان برای هر جامعه ای سم است … فدراسیون‌های ما متعلق به مردمند؛ یعنی با پول بیت‌المال اداره می‌شوند … این که می‌گویم فساد یعنی همین؛ یعنی حضور بیش از حد، دیکتاتوری می‌آورد و دیکتاتوری هم باندبازی و چیزهایی دیگر.»
جواد مشیری، عضو شورای مرکزی جمعیت در گفت‌وگویی در دی ۱۳۹۱ اظهار داشت: «قانون‌شکنان و مخالفان نهادهای مدنی ورزش نمی‌دانستند با چه مجموعهٔ پرتوان و با انگیزه‌ای طرف هستند … ما برای پنجاه سال دیگر، هم استراتژی داریم و هم برنامه‌ریزی کرده‌ایم.»
رئیس جمعیت در مرداد ۱۴۰۰ در گفت‌وگو با خبرگزاری مهر گفت: «بیش از بیست سال است که ضعف‌ها را گفته‌ایم، با حجم عظیم کارشکنی و بدون بودجه، سابقهٔ درخشان فنی و اجرایی بر جا گذاشته‌ایم، سوابقمان پاک و روشن است، وامدار احدی نیستیم و مانند برخی از ورزش و بیت‌المال ارتزاق نکردیم.»

## تنش با سازمان تربیت بدنی در دورهٔ احمدی‌نژاد
رئیس جمعیت سازمان‌های غیردولتی ورزش پس از موضع‌گیری سازمان تربیت بدنی در خصوص فعالیت‌های این جمعیت در گفت‌وگو با ایسنا بیان کرد: «دیدگاه مجموعهٔ دولتی ورزش ایران باید نسبت به فعالیت نهادهای مدنی و قهرمانان ملی که بدون کوچک‌ترین چشم‌داشت ریالی، توسط بخش خصوصی برای کشور افتخارآفرین هستند، کاملاً تغییر کند.»
پس از اعزام تیم کیک بوکسینگ ایران تحت پوشش جمعیت به رقابت‌های بین‌المللی در تیر ۱۳۸۷،
سازمان وقت تربیت بدنی این اعزام را به دلیل عدم دریافت مجوز از شورای برون مرزی این سازمان، به رسمیت نشناخت و اعلام کرد قهرمانان این رقابت‌ها جوایز نمی‌گیرند!
علی حق‌شناس در گفت‌وگو با بخش فارسی بی‌بی‌سی گفت: «اعزام ما در قالب غیردولتی صورت گرفته و نیازی به کسب مجوز از سازمان تربیت بدنی نبوده است» وی افزود: «امیدوار است پس از این قهرمانی، این موضع رسمی سازمان تربیت بدنی نباشد و فقط نظر شخصی مدیر یکی از زیرمجموعه‌های این سازمان باشد.»
حق‌شناس در این رابطه در گفت‌وگو با خبرگزاری دانشجویان ایران بیان داشت: «هیچ درخواستی از سازمان تربیت بدنی برای حمایت از قهرمانانمان نداشته‌ایم. ورزش متعلق به مردم است و میراث خانوادگی اشخاص یا گروه خاصی نیست؛ اظهارنظر در این‌باره نیز خارج از حیطهٔ صلاحیت مدیرکل دفتر توسعهٔ ورزش همگانی است»
وی خاطرنشان کرد: «طی دَه سال گذشته افتخارات متعددی را در قالب نهاد مدنی و با هزینه‌های شخصی برای ایران به ارمغان آورده‌ایم و متأسفانه غالب اوقات با برخوردهای این چنینی مواجه شده‌ایم» او افزود: «هر ورزشکار شهروند ایرانی قادر است آزادانه در رقابت‌های بین‌المللی شرکت کرده و برای کشورش افتخار کسب کند. مضاف بر این‌که اعزام‌های انجام شده در قالب بخش خصوصی و کاملاً قانونمند صورت گرفته است»
رئیس جمعیت در این گفت‌وگو بدون اشاره به نام رئیس وقت فدراسیون ورزش‌های رزمی وی را متخصص نما خواند و گفت:
«از سازمان تربیت بدنی به عنوان متولی ورزش کشور خواهان دقت نظر در روند پروسهٔ قانونی تأیید صلاحیت افرادی که عهده‌دار مسوولیت فدراسیون‌ها، از جمله برخی فدراسیون‌های رزمی می‌شوند، هستیم تا صلاحیت کامل فنی و خصوصاً تحصیلی این افراد برای همگان محرز باشد، تا شاهد حضور متخصص نماها در رأس این مسؤولیت‌ها نباشیم.»
حق‌شناس در این رابطه در گفت‌وگو با روزنامه اعتماد ملی خاطرنشان کرد: «کسی از آن‌ها نخواسته قهرمانی تیم ما را تأیید کنند، اتحادیهٔ ما غیردولتی است و لازم نیست مانند فدراسیون‌های ورزشی از شورای برون‌مرزی سازمان تربیت بدنی مجوز بگیرد. سفر ما با هماهنگی وزارت امور خارجه صورت گرفته و انتظار داریم مسئولان از این که تیمی به نام جمهوری اسلامی ایران در میدانی بین‌المللی افتخار آمیز شده خوشحال شوند.»
وی پیش‌تر در ۶ بهمن ۱۳۸۶ در واکنش به حمایت یکی از معاونین سازمان وقت تربیت بدنی از انتخاب رئیس فدراسیون ورزش‌های رزمی اظهار داشت: «شاهد پدیدهٔ حضور متخصص نماها در ورزش به‌ویژه در فدراسیون ورزش‌های رزمی با حمایت سازمان تربیت بدنی هستیم که با درست کردن سوابق صوری رزمی و بدون داشتن مدرک لیسانس معتبر، رئیس فدراسیون شده‌اند .»
حق‌شناس در سال ۱۳۸۷ از حضور یک غیرمتخصص در رأس فدراسیون ووشو ایران با حمایت سازمان تربیت بدنی انتقاد کرد.

## انتقاد از صدا و سیما
رئیس جمعیت سازمان‌های غیردولتی ورزش با انتقاد صریح از سازمان صدا وسیما در گفت‌وگو با ایسنا در ۱۵ تیر ۱۳۸۷ گفت: «متأسفانه رویکرد صدا و سیما و معدود برنامه‌های ورزش‌های رزمی، صرفاً بازگو کننده فعالیت‌های فدراسیون‌ها است. حتی بعضاً شاهد صحبت‌های جهت‌دار مجریان برنامه درخصوص سازمان‌های غیردولتی نیز هستیم.
اخیراً در نامه‌ای به رئیس سازمان صدا وسیما خواستار رسیدگی به این وضعیت شده‌ایم تا سیاست‌گذاران و برنامه‌سازان، بدون دعوت و حضور نمایندگان نهادهای مدنی، یک سویه حکم ندهند.»

## درخواست خروج دو شغله‌ها از ورزش و نامهٔ سرگشاده به بازرسی کل کشور
علی حق‌شناس در چهارم دی ۱۳۸۷ اظهار داشت:
«مخالفت با حضور سازمان‌های غیردولتی در ورزش، دشمنی علنی با مردم و تبلور انحصارگری است … حافظهٔ تاریخی ورزش ایران عملکرد مخالفان حضور مردم در ورزش از طلایه‌داران تا تازه به‌دوران رسیده‌های اخیر را در خود ثبت کرده است و این افراد باید پاسخ‌گوی رفتار خود باشند.
مشکل ورزش ایران ارجحیت روابط، عدم شایسته‌سالاری و حضور دو شغله‌ها و چند شغله‌های غیرورزشی است که با سوءاستفاده از جایگاه خود به یک‌باره به متخصص تبدیل شده‌اند … غیردولتی تلقی کردن فدراسیون‌های ورزشی در سال ۱۳۸۱ با هدف از میان بردن نهادهای مدنی ورزش صورت گرفت، در حالی که مطابق قانون، سازمان غیردولتی که بیش از ۵۱ درصد از بودجه‌اش از دولت تأمین گردد در ردیف سازمان‌های دولتی محسوب می‌شود.»
مصطفی پورمحمدی رئیس وقت سازمان بازرسی کل کشور در ۲۱ دی ۱۳۸۷ گفت: «ورزش نباید در انحصار مدیران دولتی باشد، ورزش باید از تمام ظرفیت‌های کشور حتی مدیران دولتی بهره‌مند شود؛ اما نباید در انحصار مدیران دولتی قرار گیرد. ورزش نباید از ظرفیت‌های عمومی، خصوصی، و مردمی محروم شود؛ ما باید این راه را هوشمندانه تدوین کنیم و خوشبختانه پیشنهادهایی که به مجلس ارائه شده، حاوی تمام این ملاحظه‌ها است.»
جمعیت سازمان‌های غیردولتی ورزش ایران در ۱۸ اسفند ۱۳۸۷ در نامه‌ای سرگشاده به رئیس سازمان بازرسی کل کشور خواستار قاطعیت این سازمان در اجرای قانون خروج دوشغله‌ها و چند شغله‌ها از ورزش دولتی گردید.
پس از آن کمیته ملی المپیک ایران در نامه‌ای به بازرسی کل کشور در ۲۰ اسفند ۱۳۸۷، خواهان توقف اجرای قانون خروج دوشغله‌ها شد. این نامه واکنش و پاسخ صریح حجت‌الله ایوبی معاون وقت فرهنگی و اجتماعی سازمان بازرسی را درپی داشت.
مصطفی پورمحمدی رئیس سازمان بازرسی کل کشور در ۱۳ اردیبهشت ۱۳۸۸ گفت: «در حال شناسایی دوشغله‌های غیرورزشی در هستیم؛ ۱۴۰ نفر از دوشغله‌های ورزشی استعفا دادند و بیش‌از ۶۰ نفر به دادگاه معرفی شدند.»
ایوبی در ۲۵ فروردین ۱۳۸۸ از استعفای ۷۳ دوشغله ورزشی و ارسال پرونده متخلفان به دادسرای کارکنان دولت خبر داد.

## حمایت از برکناری رؤسای فدراسیون‌ها
علی حق‌شناس در هفتمین سالگرد تأسیس جمعیت دربارهٔ برکناری روسای فدراسیون‌ها و تعلیق ورزش ایران بیان کرد: «ما منتقد هستیم ولی قانون سرجای خودش است و هر چیزی نظمی دارد. در مورد بحث تعلیق ورزش باید بگویم دولت به هیچ وجه نباید کوتاه بیاید؛ یعنی چه فردی که با حمایت کشورش برای خود کسی شده، پس از برکناری برود در آغوش اجنبی و از بیگانه کمک بگیرد؟! این یعنی این که دولت یک کشور حق عزل و نصب یک مسئول میانی را هم نداشته باشد! واقعاً جای تأسف دارد که برخی که سنگ دولت را به سینه می‌زدند، حالا برای میزی که متعلق به آنان نیست به خارجی پناه می‌برند. این‌ها خائن و وطن فروشند که دنبال منافع شخصیشان هستند و نه خدمت به کشور. باید با این‌ها قاطعانه برخورد شود.»
وی تهدید تعلیق ورزش ایران را دستاویز نظام سلطه برای دخالت در امور داخلی کشورها دانست: «ما باید با فدراسیون‌های بین‌المللی تعامل درست و سازنده داشته باشیم، نه این‌که آنان برای ما خطمشی تعیین کنند. پشت این مسئله خیلی داستان‌ها نهفته است. بحث تعلیق و عدم دخالت دولت در ورزش یک شعار به ظاهر جذابی است که غربی‌ها و نظام سلطه برای جاسوس پروری و دخالت در امور داخلی کشورها راه انداخته‌اند.»

## نامه به وزیر ورزشدولت یازدهمو درخواست استعفای وی
سیدعلی حق‌شناس، رئیس جمعیت سازمان‌های غیردولتی ورزش ایران در اسفند ۱۳۹۳ در نامه‌ای به محمود گودرزی وزیر وقت ورزش و جوانان، ضمن هشدار به شکست ورزش ایران در المپیک ۲۰۱۶ از عملکرد وی و وزارت ورزش و جوانان در مورد گرفتن تابعیت ورزش کاران ایرانی از جمهوری آذربایجان انتقاد و این کشور را حیات خلوت اسراییل در منطقه و دشمن تاریخ ایران دانست و خواستار استعفای وزیر شد.
در این نامه آمده است: «در کمال تأسف به تازگی شاهد پدیدهٔ گرفتن تابعیت کشورهای دیگر و به ویژه جمهوری آذربایجان! از سوی ورزشکاران ایرانی هستیم. به‌طور مسلم آنچه ورزشکاران و قهرمانان ایرانی را وادار به چنین عملی می‌کند، عدم توجه لازم از سوی دستگاه دولتی ورزش ایران و به‌طور مشخص وزارت ورزش و جوانان به عنوان متولی ورزش و عدم پرداختن به آسیب‌شناسی این مقوله از سوی آن نهاد است.
وزارت ورزش و مشخصاً شخص وزیر محترم می‌بایست به جای افتتاح پیاپی و منظم طرح‌های ورزشی در استان خود همدان، یا صرف وقت و انرژی در درگیری‌های نه چندان مهم فوتبالی، اندکی نیز در اندیشهٔ خطر دست اندازی‌های جمهوری آذربایجان شوروی سابق! به فرهنگ و تاریخ و تمدن ایرانی- اسلامی کشورمان باشد که این بار در قالب تطمیع قهرمانان ورزشی کشور و کسب عناوین قهرمانی بین‌المللی و احتمالاً المپیک ۲۰۱۶، با استفاده از جوانان این مرزو بوم متبلور شده است. قهرمانی اخیر تیم کشتی فرنگی این جمهوری کوچک در رقابت‌های جهانی در ایران آن هم با ترکیبی از کشتی گیران ایرانی، قلب هر ایرانی باغیرتی را به درد آورده بود که اکنون نیز شاهد صید تکواندوکاران ایران توسط این حیات خلوت اسرائیل در منطقه هستیم که یقیناً در المپیک پیش رو بی‌تاثیر نخواهد بود.
بی‌تردید چالش‌های امنیتی که این تازه جمهوری! در طول پیدایش ناچیز خود برای کشورمان به وجود آورده است، نباید برای شخصی چون جنابعالی که در کابینه حضور دارید ناپیدا باشد؛ با این حال به اجمال یادآور می‌شود، این واحد تازه تأسیس که خود قرن‌ها جزء جدایی ناپذیر خاک ایران زمین بوده و زیرمجموعهٔ ایران بزرگ فرهنگی است، درپی تاریخ‌سازی و مطرح شدن در سطح بین‌الملل می‌باشد که برای رسیدن به این خواسته چندین سال است با صرف دلارهای بادآورده و استفاده از لابی آمریکایی- صهیونیستی در مجامع فرهنگی بین‌المللی، دست‌اندازی به هویت و تاریخ ایران را با حمایت کامل نظام سلطه، هدف گذاری کرده است؛ لذا جمعیت سازمان‌های غیردولتی ورزش ایران اکیداً از آن جناب محترم و مجموعهٔ وزارت ورزش و جوانان، خواستار رسیدگی مجدانه، فعال و کارشناسی این موضوع و عدم انفعال در برابر این جریان مسموم و مذموم می‌باشد. در غیر این صورت، شاید استعفای جنابعالی و سپردن امور به شخصی دلسوزتر و مدبرتر چارهٔ کار باشد.»

## نامه به وزیر ورزشدولت سیزدهمو انتقاد از به‌کارگیری ورزش‌های رزمی در سرکوب مردم
سید علی حق‌شناس رئیس جمعیت سازمان‌های غیردولتی ورزش ایران در نامه‌ای به سید حمید سجادی وزیر ورزش و جوانان در ۱۴۰۱/۰۷/۲۳، از سخنان وی دربارهٔ استفاده از ورزش‌های رزمی جهت سرکوب اعتراضات سراسری ۱۴۰۱ ایران، انتقاد کرد.
متن نامه به این شرح است:
1. همکاری استادان و مربیان هنرهای رزمی با نهادهای نظامی دیرزمانی است که در سراسر دنیا و من‌جمله کشورمان مرسوم بوده و هدف از آن، آمادگی هر چه بیش‌تر نظامیان برای دفاع از میهن در برابر دشمن خارجی است که از این منظر مقبول و مشروع است.
2. اما اگر مقصودتان از این همکاری، اِعمال خشونت در برابر هم‌وطنان و شهروندان عادی که برای اعتراض به خیابان آمده‌اند، می‌باشد که ظاهراً چنین است، بسی جای تأسف است که از هنرهای رزمی برای رفتارهایی که تصاویر آن این روزها آبروی ایران را در جهان برده است، استفادهٔ ابزاری گردد.

۳. امید است جناب‌عالی که خود روزگاری ورزش‌کار ملی بوده‌اید، حریم و حرمت ورزش به ویژه قداست ورزش‌های رزمی را نگه دارید و آن را به حوزه‌های دیگر پیوند ندهید و اظهارنظرهای خاص دربارهٔ آن را به اهل فنش واگذار نمایید.
۴. نکتهٔ آخر که لازم می‌دانم متذکر شوم این است که اخیراً معاون ورزش قهرمانی شما سخن از دعوت از ورزش‌کاران برای حفظ وحدت ملی می‌نماید. یاللعجب! فردی سخن از وحدت ملی می‌راند که برآیند ۲۷ سال مدیریت مشعشع وی در فدراسیون تکواندو، مهاجرت نخبگان این رشته از کشور، به حاشیه رفتن جمع کثیری از پیشکسوتان و مربیان و قهرمانان و نارضایتی عمومی همه‌جانبه در این ورزش بوده است. ایضاً در چندماه مسئولیت او در سمت جدید نیز نارضایتی فاحش ورزش‌های دیگر هم‌چون ورزش اول ایران یعنی کشتی را شاهد هستیم. فارغ از چند و چون حضور شخصی بدون کم‌ترین سابقهٔ قهرمانی و مربی‌گری با پرونده‌های قضایی متعدد و حواشی پرتعداد مالی و … در سمت معاونت توسعهٔ ورزش قهرمانی و حرفه‌ای وزارت ورزش جمهوری اسلامی، لازم است این گونه اظهارنظرها را به اشخاصی در زیرمجموعهٔ خود واگذار نمائید که از مقبولیت و صلاحیت ورزشی و اجتماعی کافی و لازم برخوردار بوده تا در شرایط خاص فعلی، دعوت به وحدت ملی به سرخوردگی هرچه بیش‌تر ملی مبدل نگردد.

## امور پژوهشی
جمعیت سازمان‌های غیردولتی ورزش ایران در حوزهٔ پژوهش ورزشی نیز فعال است، از این دست می‌توان به انتشار کتاب تاریخ بیست‌وسه‌ساله فدراسیون‌های غیردولتی (غیرانتفاعی) و تأثیر آنان بر ساختار ورزش ایران نوشتهٔ منیر قاسم‌زاده عضو شورای مرکزی جمعیت سازمان‌های غیردولتی ورزش با ویراستاری کمیتهٔ فرهنگی جمعیت اشاره کرد.
به گزارش خبرگزاری مهر، «در این اثر به تاریخچهٔ تأسیس، راه‌اندازی و فعالیت‌های نخستین فدراسیون‌های غیردولتی ورزشی ایران یعنی انجمن صنفی کانون تکواندوکاران ایران به عنوان سَدشکن فعالیت غیردولتی در ورزش ایران، اتحادیه متخصصان ورزش‌های رزمی ایران و …، و هم‌چنین جمعیت سازمان‌های غیردولتی ورزش ایران پرداخته است.
قاسم‌زاده در این کتاب می‌گوید نوآوری‌هایی که فدراسیون‌های غیردولتی ورزش طی ۲۳ سال گذشته با عملکرد مستقل و تأثیری که بر فدراسیون‌های مرتبط و غیرمرتبط و ساختار دولتی به جا گذاشته‌اند، نمونهٔ عینی تبلور سازنده حضور متخصصین و مردم در عرصه اجتماع و فرهنگ است که اثر مؤثر و مطلوبی بر توسعهٔ پایدار کشور دارد.»